# WD 1145+017
WD 1145+017 (també coneguda com a EPIC 201563164) és una nana blanca a uns 570 anys llum (170 pc) de la Terra a la constel·lació de la Verge. És la primera nana blanca que s'observa amb un objecte de massa planetària en trànsit al seu voltant.

## Característiques estel·lars
La nana blanca té una massa de 0,6 M☉, un radi de 0,013 R☉ (1,4 RTerra) i una temperatura de 15.020 K, típica de les estrelles nanes blanques. Ha estat una nana blanca durant 224 milions d'anys. L'estrella incloïa fortes línies d'absorció a causa del magnesi, alumini, silici, calci, ferro i níquel. Aquests elements que es troben habitualment als planetes rocosos estan contaminant la superfície de l'estrella, i normalment s'espera que es barregin a través de l'estrella i desapareguin de la vista després d'un milió d'anys.
Un núvol i un disc circumestel·lar de pols (probablement a causa de la desintegració d'asteroides, situats entre 97 i 103 R_wd i que emeten radiació infraroja tèrmica) envolta l'estrella. A més, un disc de gas circumestel·lar (situat entre ~ 25 i 40 R_wd i que pateix una precessió relativista amb un període de ~ 5 anys) també envolta l'estrella.
Basant-se en estudis i càlculs recents, es creu que l'estrella inicialment va ser una estrella de seqüència principal de tipus A primerenca amb una massa d'uns 2,46 M☉, va romandre així durant uns 550 milions d'anys estimats. Després, després de l'esgotament d'hidrogen del seu nucli, va evolucionar i es va expandir fins a convertir-se en una gegant vermella abans d'expulsar les seves capes i contreure's en una nana blanca, i s'ha refredat gradualment durant els últims 224 milions. anys. Això li dona a l'estrella una edat total estimada d'uns 774 milions d'anys.
La magnitud aparent de l'estrella, o la brillantor que apareix des de la perspectiva de la Terra, és d'uns 17. Per tant, és massa tènue per poder-la veure a simple vista.

## Sistema planetari
| Companya (per ordre des de l'estrella) | Massa        | Semieix major (ua) | Període orbital (dies) | Excentricitat | Inclinació | Radi     |
| -------------------------------------- | ------------ | ------------------ | ---------------------- | ------------- | ---------- | -------- |
| b                                      | 0.0006678 M⊕ | ~0.005             | 0.1875 ± 0.04          | —             | —°         | ~0.15 R⊕ |
| Disc de pols                           | 0.5? ua      | 0.5? ua            | 0.5? ua                | 0.5? ua       | ?          | ?        |

El suposat planetesimal, WD 1145+017 b, amb una òrbita de 4,5 hores, està sent destrossada per l'estrella i és un romanent de l'antic sistema planetari que l'estrella va allotjar abans de convertir-se en una nana blanca. És la primera observació d'un objecte planetari que està sent triturat per una nana blanca. També s'han vist diverses altres peces grans en òrbita. Totes les peces més grans tenen òrbites de 4,5 a 4,9 hores. Material rocós cau sobre l'estrella i apareix a l'espectre de l'estrella. El sistema va ser detectat pel telescopi espacial Kepler en la seva missió estesa K2. Tot i que el sistema no era un objectiu d'interès, estava dins del camp de visió de les sessions d'observació, i l'anàlisi de les dades observades va revelar el sistema.
Un excés de radiació infraroja indica que hi ha un disc de pols amb una temperatura de 1,150 K (880 °C). També es van trobar dades d'observació de suport, juntament amb dades de l'Observatori de raigs X Chandra, relacionades amb restes de pols que orbitaven WD 1145+017.

## Sistemes similars
El setembre de 2020, els astrònoms van informar del descobriment, per primera vegada, d'un planeta molt massiu de la mida de Júpiter, anomenat WD 1856 b, que orbita a prop, cada 36 hores, una petita estrella nana blanca, anomenada WD 1856+534, un romanent sobrant d'una estrella anterior molt més gran semblant al Sol. Aquest sistema WD 1856 és similar al sistema WD 1145+017.